# Тога

Тога

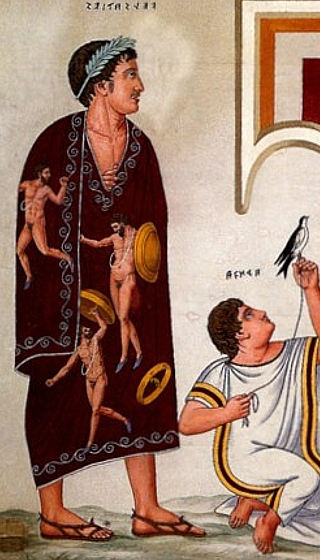
Этрусский аристократ в тоге, копия фрески из гробницы в Вульчи, 330 год до н.э.

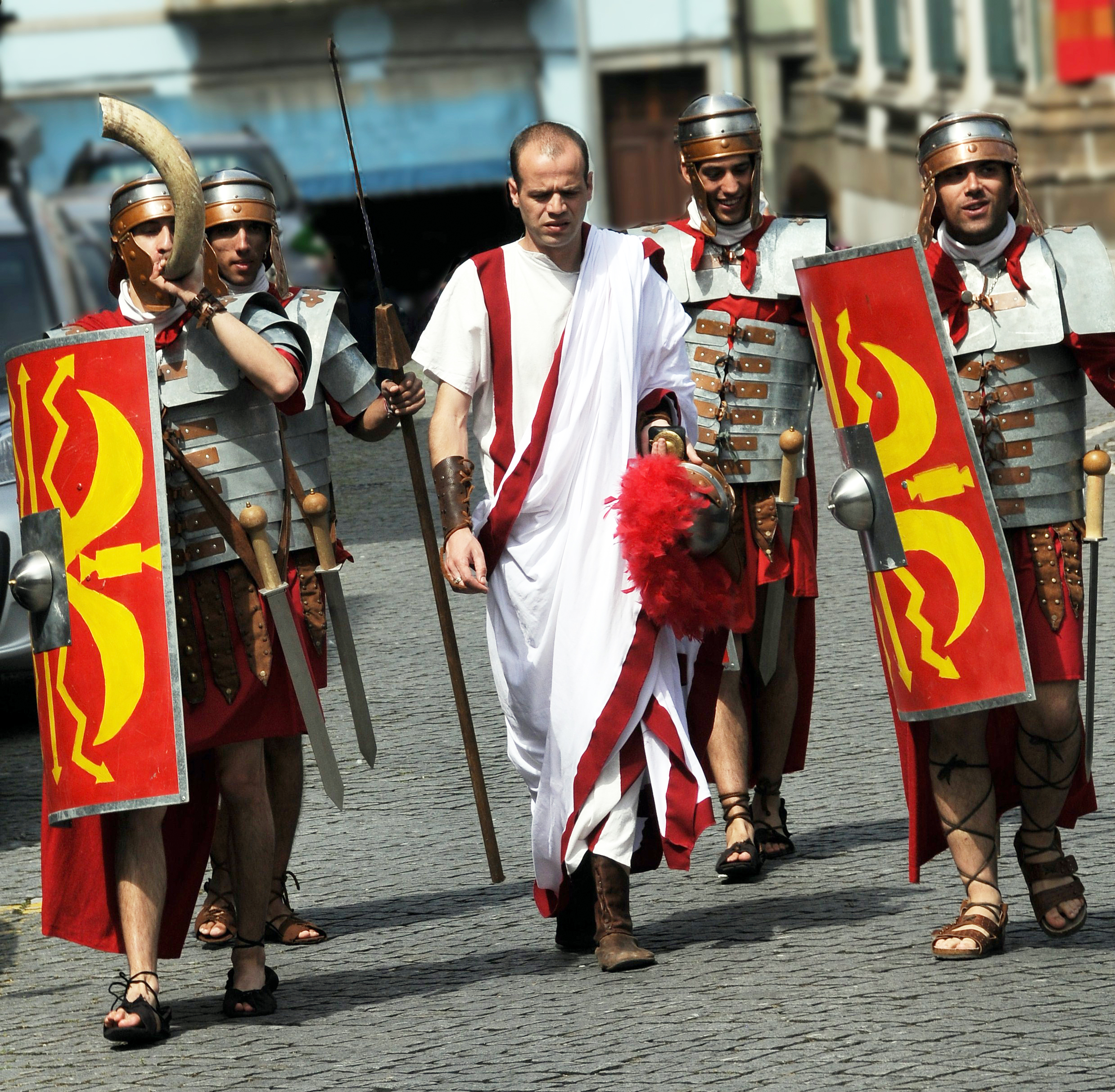
Современная реконструкция тоги

То́га (лат. toga ← tego «покрываю») — верхняя одежда граждан мужского пола в Древнем Риме — кусок белой шерстяной ткани эллипсовидной формы, драпировавшийся вокруг тела.
Удлиненный кончик римской тоги, перебрасывавшийся с правого плеча на левое — Балте́й (Balteus, в другом источнике указано что тога имела свои особые складки (sinus, umbo, balteus)). Лицам, не имевшим статуса граждан, не позволялось носить тогу.

## Основные сведения
Тога представляла собой большой кусок шерстяной материи, который имел форму сегмента круга или обрезанного овала. Длина тоги по прямому краю могла доходить до шести метров и даже более, а округлый край отстоял от прямого в самом широком месте примерно на два метра. Из-за столь огромных размеров тога сама по себе была довольно тяжёлой и громоздкой, её трудно было стирать, а посему многие римляне не любили её носить, однако императоры настойчиво приучали её носить всех, ибо она была одним из самых распространённых предметов одежды.
Первоначально тога довольно плотно облегала тело, однако с годами она стала шире и длиннее, с этажами складок и путаницей изгибов.
В древний период римской истории тогу носили все: мужчины, женщины и дети. Днём в неё заворачивались, ночью же ею укрывались и подкладывали под себя. Позднее тога стала лишь одеждой, причем только мужской. К середине IV века до нашей эры основные приемы надевания и ношения тоги сформировались и сохранялись почти без изменения до конца Рима. Правое плечо и правая часть груди должны были оставаться открытыми. Обязательным условием ношения тоги была красивая драпировка, то есть красивое расположение складок материи на груди. Как можно предположить, тогу нельзя было надеть без посторонней помощи, а это предполагало наличие слуг или рабов, хотя бы одного; в богатых домах имелись специально обученные рабы-вестипликарии, чьей обязанностью было облачать своих господ в тоги. Для того, чтобы драпировать тогу было легче, её хранили скреплённой особыми зажимами, которые фиксировали складки.

## Разновидности
Претендент на государственный пост надевал белоснежную, специально набеленную мелом тогy кандида (candida ← candidus), от наименования которой происходит слово «кандидат».
Тога с пурпурной полосой (praetexta) была одеждой элитных слоёв общества, а сама полоса — знаком аристократии, жрецов, должностных лиц: пурпур — очень дорогая краска. Не совсем ясно, как наносили полосу на тогу, нашивали её сверху, окрашивали край самой ткани или полоса была воткана в край нитками другого цвета. Название такой тоги — претекста (затканная спереди) — заставляет предпочесть последний вариант остальным. В таком случае полоса шла только по прямому краю тоги и была видна на левом плече и груди. Кроме того, такую тогу носили мальчики до 16 лет.
Авгуры и салии носили toga trabea с ярко-красными полосами и пурпурной каймой.
Полководцы-триумфаторы, а позднее императоры носили пурпурную тогу, расшитую золотыми пальмовыми ветвями.
Наконец, существовала toga pulla чёрного цвета, которую надевали во время траура.